# Gle Bulai
Gle Bulai är ett berg i Indonesien.   Det ligger i provinsen Aceh, i den västra delen av landet, 1 800 km nordväst om huvudstaden Jakarta. Toppen på Gle Bulai är 866 meter över havet.
Terrängen runt Gle Bulai är kuperad västerut, men österut är den bergig.Runt Gle Bulai är det mycket glesbefolkat, med 4 invånare per kvadratkilometer. I omgivningarna runt Gle Bulai växer i huvudsak städsegrön lövskog.